# Vela nos Jogos Olímpicos de Verão de 2012 - RS:X masculino
As regatas da classe RS:X masculino da vela nos Jogos Olímpicos de Verão de 2012 foram disputadas entre os dias 31 de julho e 7 de agosto na Academia Nacional de Navegação de Weymouth e Portland, na Ilha de Portland.

## Medalhistas
| Ouro   | NED Dorian van Rijsselberghe |
| Prata  | GBR Nick Dempsey             |
| Bronze | POL Przemysław Miarczyński   |

## Resultados
| Pos.              | Atleta                       | Regata | Regata | Regata | Regata | Regata | Regata | Regata | Regata | Regata | Regata | Regata | Pontos | Pontos |
| Pos.              | Atleta                       | 1      | 2      | 3      | 4      | 5      | 6      | 7      | 8      | 9      | 10     | M      | Tot.   | Net    |
| ----------------- | ---------------------------- | ------ | ------ | ------ | ------ | ------ | ------ | ------ | ------ | ------ | ------ | ------ | ------ | ------ |
| Medalha de ouro   | NED Dorian van Rijsselberghe | 1      | 1      | 1      | 3      | 1      | 2      | 1      | 2      | 1      | 39 DNF | 2      | 54     | 15     |
| Medalha de prata  | GBR Nick Dempsey             | 5      | 7      | 5      | 1      | 10     | 1      | 2      | 3      | 9      | 2      | 6      | 51     | 41     |
| Medalha de bronze | POL Przemysław Miarczyński   | 2      | 2      | 7      | 4      | 13     | 3      | 7      | 4      | 13     | 10     | 8      | 73     | 60     |
| 4                 | GER Toni Wilhelm             | 3      | 3      | 4      | 9      | 2      | 5      | 6      | 1      | 15     | 13     | 18     | 79     | 64     |
| 5                 | FRA Julien Bontemps          | 23     | 14     | 2      | 5      | 5      | 4      | 17     | 5      | 8      | 6      | 4      | 93     | 70     |
| 6                 | GRE Byron Kokkalanis         | 4      | 11     | 6      | 2      | 16     | 15     | 3      | 11     | 4      | 9      | 12     | 93     | 77     |
| 7                 | NZL JP Tobin                 | 15     | 4      | 3      | 7      | 8      | 8      | 12     | 6      | 17     | 17     | 16     | 113    | 96     |
| 8                 | CAN Zachary Plavsic          | 6      | 12     | 12     | 6      | 4      | 17     | 9      | 7      | 7      | 29     | 20     | 129    | 100    |
| 9                 | BRA Ricardo Santos           | 14     | 9      | 8      | 21     | 14     | 22     | 4      | 10     | 5      | 18     | 10     | 135    | 113    |
| 10                | SUI Richard Stauffacher      | 10     | 21     | 14     | 15     | 6      | 18     | 20     | 8      | 10     | 12     | 14     | 148    | 127    |
| 11                | ARG Mariano Reutemann        | 16     | 15     | 15     | 13     | 12     | 19     | 5      | 20     | 14     | 7      | *      | 136    | 116    |
| 12                | LTU Juozas Bernotas          | 9      | 13     | 13     | 8      | 9      | 13     | 11     | 17     | 27     | 27     | *      | 147    | 120    |
| 13                | HKG Andy Leung               | 11     | 18     | 28     | 12     | 15     | 10     | 13     | 9      | 16     | 21     | *      | 153    | 125    |
| 14                | POR João Rodrigues           | 20     | 16     | 9      | 11     | 23     | 7      | 25     | 22     | 20     | 3      | *      | 156    | 131    |
| 15                | KOR Lee Tae-hoon             | 8      | 6      | 21     | 17     | 25     | 9      | 21     | 13     | 31     | 19     | *      | 170    | 139    |
| 16                | ESP Iván Pastor              | 22     | 24     | 20     | 39 OCS | 19     | 25     | 8      | 26 DPI | 2      | 5      | *      | 189    | 150    |
| 17                | CYP Andreas Cariolou         | 13     | 26     | 10     | 27     | 11     | 30     | 16     | 12     | 12     | 23     | *      | 180    | 150    |
| 18                | CHN Wang Aichen              | 21     | 23     | 18     | 19     | 3      | 23     | 10     | 27     | 22     | 14     | *      | 180    | 153    |
| 19                | ISR Shahar Tzuberi           | 12     | 8      | 17     | 10     | 39 BFD | 12     | 35     | 34     | 26     | 1      | *      | 194    | 155    |
| 20                | RUS Dmitry Polishchuk        | 17     | 5      | 19     | 24     | 27     | 6      | 15     | 26     | 39 DNF | 28     | *      | 206    | 167    |
| 21                | CRO Luka Mratović            | 24     | 19     | 26     | 20     | 22     | 11     | 14     | 16     | 18     | 36     | *      | 206    | 170    |
| 22                | USA Robert Willis            | 7      | 10     | 11     | 25     | 39 BFD | 28     | 24     | 33     | 11     | 30     | *      | 218    | 179    |
| 23                | UKR Maksym Oberemko          | 36     | 35     | 16     | 28     | 17     | 31     | 23     | 14     | 6      | 11     | *      | 217    | 181    |
| 24                | NOR Sebastian Wang-Hansen    | 19     | 17     | 31     | 18     | 18     | 20     | 19     | 18     | 25     | 32     | *      | 217    | 185    |
| 25                | HUN Áron Gádorfalvi          | 34     | 33     | 39 DNF | 22     | 7      | 21     | 18     | 24     | 3      | 25     | *      | 226    | 187    |
| 26                | BUL Yoan Kolev               | 29     | 31     | 39 DNE | 16     | 20     | 35     | 26     | 19     | 19     | 8      | *      | 242    | 207    |
| 27                | BLR Mikalai Zhukavets        | 26     | 22     | 23     | 14     | 26     | 16     | 27     | 21     | 39 DNF | 33     | *      | 247    | 208    |
| 28                | JPN Makoto Tomizawa          | 25     | 25     | 25     | 29     | 24     | 26     | 34     | 30     | 21     | 4      | *      | 243    | 209    |
| 29                | DEN Sebastian Fleischer      | 18     | 28     | 24     | 23     | 29     | 29     | 29     | 15     | 28     | 26     | *      | 249    | 220    |
| 30                | EST Johannes Ahun            | 27     | 20     | 22     | 32 DPI | 31     | 14     | 22     | 28     | 39 DNF | 35     | *      | 270    | 231    |
| 31                | VEN Daniel Flores            | 37     | 37     | 29     | 32     | 30     | 24     | 32     | 29     | 23     | 16     | *      | 289    | 252    |
| 32                | MEX David Mier               | 32     | 27     | 30     | 35     | 28     | 27     | 28     | 32     | 30     | 20     | *      | 289    | 254    |
| 33                | THA Ek Boonsawad             | 28     | 32     | 27     | 26     | 21     | 32     | 31     | 23     | 39 DNF | 34     | *      | 293    | 254    |
| 34                | ITA Federico Esposito        | 31     | 30     | 33     | 31     | 32     | 36     | 33     | 35     | 29     | 15     | *      | 305    | 269    |
| 35                | TPE Chang Hao                | 33     | 36     | 35     | 36     | 33     | 33     | 37     | 37     | 24     | 22     | *      | 326    | 289    |
| 36                | CZE Karel Lavický            | 30     | 29     | 32     | 34     | 39 BFD | 34     | 36     | 31     | 39 DNF | 31     | *      | 335    | 296    |
| 37                | COL Santiago Grillo          | 35     | 34     | 34     | 33     | 39 BFD | 37     | 30     | 36     | 39 DNF | 24     | *      | 341    | 302    |
| 38                | EGY Ahmed Habash             | 38     | 38     | 36     | 37     | 34     | 38     | 38     | 38     | 39 DNF | 37     | *      | 373    | 334    |

Legenda
| Recorde mundial      | Recorde mundial (World record)               |                       | Recorde africano                      | Recorde africano (African) |                                           | Q | Classificado por posição (Qualified) |
| Recorde olímpico     | Recorde olímpico (Olympic record)            | Recorde da América    | Recorde da América (Americas)         | q                          | Classificado por melhor tempo (Qualified) |   |                                      |
| Melhor marca do ano  | Melhor marca do ano (World leading)          | Recorde asiático      | Recorde asiático (Asian)              | DNS                        | Não largou (Did not start)                |   |                                      |
| Recorde nacional     | Recorde nacional (National record)           | Recorde europeu       | Recorde europeu (European)            | DNF                        | Não terminou (Did not finish)             |   |                                      |
| Recorde pessoal      | Recorde pessoal do atleta (Personal best)    | Recorde da Oceania    | Recorde da Oceania (Oceania)          | DSQ / DQ                   | Desclassificado (Disqualified)            |   |                                      |
| Recorde da temporada | Recorde da temporada do atleta (Season best) | Recorde sul-americano | Recorde sul-americano (South America) | NM                         | Sem marca (No mark)                       |   |                                      |

### Vela
| M   | Regata da Medalha da qual só participam os dez primeiros colocados das regatas anteriores  |  |  | CAN | Regata cancelada |
| BFD | Desclassificado por bandeira preta (Black Flag Disqualified)                               |  |  |     |                  |
| UFD | Desclassificado por bandeira "U" (U Flag Disqualified)                                     |  |  |     |                  |
| OCS | Largada queimada (On the Course Side of the starting line)                                 |  |  |     |                  |
| DNE | Desclassificação sem eliminação (infração a um item do regulamento da prova – Did Not End) |  |  |     |                  |